# Shekarū'īyeh
Shekarū'īyeh (persiska: شكرو, Shekarū, شکروئیه) är en ort i Iran.   Den ligger i provinsen Hormozgan, i den södra delen av landet, 1 000 km söder om huvudstaden Teheran. Shekarū'īyeh ligger 19 meter över havet och antalet invånare är 133.
Terrängen runt Shekarū'īyeh är platt åt sydväst, men åt nordost är den bergig. Runt Shekarū'īyeh är det glesbefolkat, med 11 invånare per kvadratkilometer. Närmaste större samhälle är Heshnīz, 14,7 km norr om Shekarū'īyeh. Trakten runt Shekarū'īyeh är ofruktbar med lite eller ingen växtlighet.